# Koman Coulibaly
Koman Coulibaly (Bamako, 4 de julho de 1970) é um árbitro de futebol do Mali.
Koman é árbitro desde 1993, e internacional pela FIFA desde 1999.

## Partidas internacionais
Foi já seleccionado para arbitrar jogos em competições internacionais:
(nomeações internacionais mais recentes)
- Copa das Nações Africanas de 2002
- Copa das Nações Africanas de 2004
- Copa das Nações Africanas de 2006
- Liga dos Campeões da África de 2007
- Campeonato Mundial de Futebol Sub-17 2007
- Copa das Nações Africanas de 2008
- Campeonato Mundial de Futebol Sub-20 de 2009

## Copa do Mundo 2010
Selecionado para participar da Copa do Mundo FIFA 2010, juntamente com os assistentes Redouane Achik do Marrocos e Inácio Candido de Angola.